# Ilie Verdeț
Ilie Verdet (10 de mayo de 1925 -  20 de marzo de 2001) fue un político rumano.
Nació en Comănești, Bacău, y minero con solo 12 años, se unió al Partido Comunista Rumano (PCR) en 1945. Después de graduarse de la Academia de Estudios Económicos de Bucarest, adquirió más poder en el Partido. A inicios de los años sesenta, trabajó en la oficina central del PCR en Bucarest, como diputado de Nicolae Ceauşescu, quien estaba a cargo de organización de partido y citas. Después de la muerte de Gheorghe Gheorghiu-Dej en marzo de 1965, Verdeț ayudó a Ceaușescu a ganar el cargo de Secretario General del PCR.
Poco después, Verdeț fue promovido a la Agencia Permanente del Comité Ejecutivo Político del PCR. Ocupó numerosos cargos políticos, entre ellos vice primer ministro (1966-1974) y primer ministro de Rumanía (1979-1982). Fue enviado por Ceaușescu a solucionar la huelga de mineros de Jiu Valley de 1977, pero fue incapaz de negociar y fue tomado como rehén por dos días (una idea que él negó posteriormente). También intentó resolver la crisis económica que el país sufría entonces, pero fracasó, lo que entre otras cosas llevó a aplazar el pago de deudas de diversos bancos extranjeros.
Verdeț estuvo involucrado en una controvertida serie de reformas que quería llevar a cabo junto con Ceaușescu en busca de una gestión más ágil y eficiente, descentralizar el poder y fortalecer la economía del país. Sin embargo tras el fuerte rechazo y la acumulación de críticas lo llevaron a la renuncia como primer ministro el 21 de mayo de 1982.
Después de la caída de Ceaușescu en diciembre de 1989, Verdeţ se declaró jefe de un gobierno provisional, pero duró solamente 20 minutos, después del cual fue reemplazado por Ión Iliescu, quien emergió como el líder del Frente de Salvación Nacional. Verdeț fundó en 1990 un partido llamado Partido Laboral Socialista, el cual ingresó apenas al parlamento en las elecciones de 1992, pero en las elecciones subsiguientes fallaron en ganar cualquier escaño. Mantu su cargo como jefe del partido hasta las elecciones legislativas del 2000, después de que fue sacado de su puesto.
Verdeț y su esposa Reghina Graumann, se casaron en 1947. Tuvieron dos hijas: Doina (b. 1948) y Cezarina (b. 1953).
Falleció el 20 de marzo de 2001 a los 75 años, de un ataque al corazón en Bucarest.

## Premios y reconocimientos
- La Orden «Estrella de la República Popular Rumana» de tercera clase (30 de diciembre de 1957) «con motivo del décimo aniversario de la proclamación de la República Popular Rumana y por méritos especiales en el cumplimiento de las tareas encomendadas por el Partido Laborista Rumano, por méritos especiales en los ámbitos de la construcción del Estado, la vida económica, social, cultural y pública»<ref>Decreto del Presidium de la Gran Asamblea Nacional de la República Popular Rumana no. 613 de 30 de diciembre de 1957 para la concesión de determinadas órdenes y medallas, publicado en el Boletín Oficial de la Gran Asamblea Nacional de la República Popular Rumana, año VII, nº 2, 13 de enero de 1958, p. 5.
- Orden «23 de agosto» Clase IV (12 de agosto de 1959) «por méritos destacados en la labor de construcción del socialismo»<ref>Decreto del Presidium de la Gran Asamblea Nacional de la República Popular Rumana nº 308, de 12 de agosto de 1959, sobre la concesión de determinados títulos, órdenes y medallas, publicado en el Boletín Oficial de la Gran Asamblea Nacional de la República Popular Rumana, año VIII, nº 25, 17 de septiembre de 1959, p. 192.

- Medalla «40 años desde la fundación del Partido Comunista de Rumanía» (6 de mayo de 1961) «por los méritos en la actividad del partido y el fortalecimiento del régimen democrático popular»[5]
- Orden del Trabajo clase I (4 de abril de 1962) «por méritos especiales en la labor de colectivización de la agricultura y el fortalecimiento económico-organizativo de las granjas colectivas»[6]
- Orden «La Estrella de la República Popular Rumana» de segunda clase (18 de agosto de 1964) «por méritos sobresalientes en la labor de construcción del socialismo, con motivo del vigésimo aniversario de la liberación de la patria»[7]
- Orden «Tudor Vladimirescu» de segunda clase (30 de abril de 1966) «con motivo del 45 aniversario de la fundación del Partido Comunista de Rumanía, por méritos destacados en la labor de construcción del socialismo»[8]
- Título de Héroe del Trabajo Socialista y medalla de oro «Hoz y Martillo» (4 de mayo de 1971) «con motivo del 50 aniversario de la fundación del Partido Comunista Rumano, [...] por méritos sobresalientes en la labor de construcción del socialismo»[9]
- Medalla «25 años desde la proclamación de la República» (26 de diciembre de 1972) «por méritos destacados en la labor de construcción del socialismo, con motivo del 25 aniversario de la proclamación de la República»[10]
- Orden «Defensa de la Patria» clase I (7 de mayo de 1981) «por los resultados alcanzados en el quinquenio 1976-1980, por la contribución especial a la aplicación de la política del Partido Comunista Rumano de construir una sociedad socialista multilateralmente desarrollada en nuestra patria, con ocasión del 60 aniversario de la fundación del Partido Comunista Rumano»[11]
- Medalla conmemorativa «El 40 aniversario de la revolución antifascista, antiimperialista y antiimperialista de liberación social y nacional» (20 de agosto de 1984) «por la contribución especial a la aplicación de la política del Partido Comunista Rumano de construir una sociedad socialista multilateralmente desarrollada en nuestra patria, con motivo del 40 aniversario de la revolución antifascista, antiimperialista y antiimperialista de liberación social y nacional»[12]